# Băleni (Dâmbovița)
Băleni ist eine rumänische Gemeinde im Kreis Dâmbovița in der historischen Region der Großen Walachei. Gemeindesitz ist Băleni-Sârbi.

## Geographische Lage

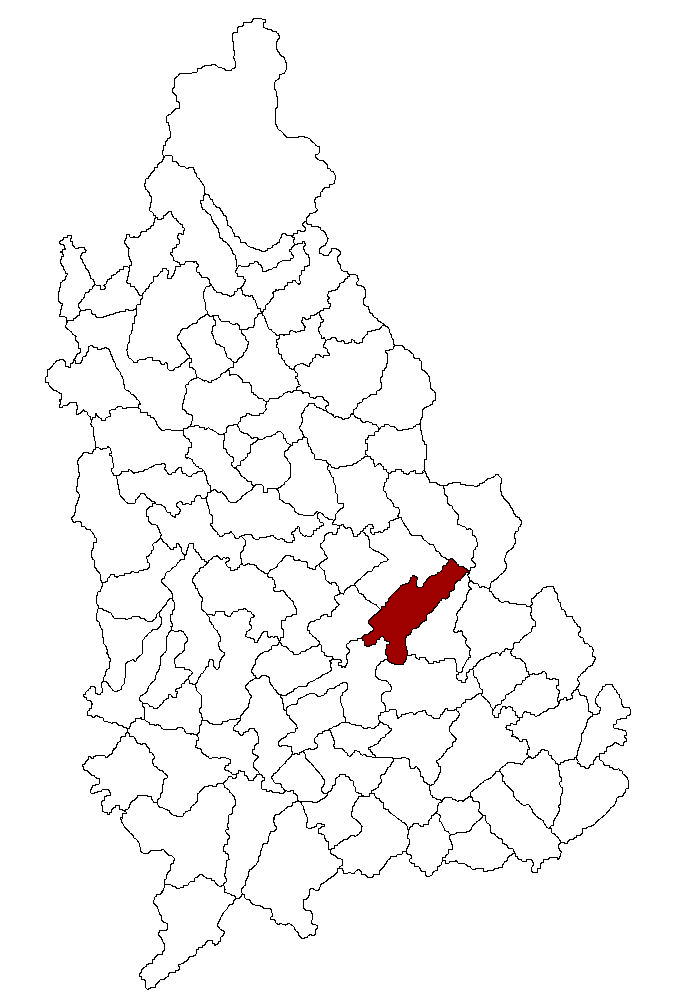
Lage der Gemeinde Băleni im Kreis Dâmbovița

Die Gemeinde liegt auf einer Höhe von etwa 200 Meter über dem Meeresspiegel, hat etwa 8.600 Einwohner und setzt sich aus zwei Ortsteilen zusammen, Băleni-Sârbi („serbisches-Băleni“, Westteil) und Băleni-Români („rumänisches-Băleni“, Ostteil). An der Kreisstraße (Drum județean) DJ 711 liegt der Ort etwa 22 Kilometer südöstlich von der Kreishauptstadt Târgoviște; Bukarest befindet sich ca. 55 Kilometer südöstlich von Băleni entfernt.
4512 Hektar der Gemeindefläche sind Ackerland, 326 Hektar sind Weideland, 683 Hektar sind bewaldet und 26 Hektar sind Gewässer. Das Areal der Gemeinde durchfließen die Bäche Pascov und Racovița sowie die Ialomița.

## Bevölkerung
2002 wurden in der Gemeinde Băleni 8324 Menschen registriert; 7849 davon waren Rumänen, 420 waren Bulgaren, 53 waren Roma, sowie je ein Magyar und ein Serbe.
Am 31. Oktober 2011 wurden bei einer vorläufigen Volkszählung in der Gemeinde Băleni in 2267 Haushalten 8247 Menschen gezählt.
Die Hauptbeschäftigung der Bevölkerung ist der Gemüsebau.